# Hellbound: Hellraiser II
Hellbound: Hellraiser II (br: Hellraiser II - Renascido das Trevas ou apenas Hellraiser II), sequência de Hellraiser, é um filme de horror britânico de 1988 dirigido por Tony Randel.

## Elenco
- Clare Higgins...Julia Cotton
- Ashley Laurence...Kirsty Cotton
- Kenneth Cranham...Dr. Philip Channard/Cenobita Channard
- Imogen Boorman...Tiffany
- Doug Bradley...Pinhead/Capitão Elliot Spencer
- Nicholas Vince...Chatterer/Chatterer II
- Simon Bamford...Butterball
- Barbie Wilde...Mulher Cenobita
- Sean Chapman...Frank Cotton
- Oliver Smith...Senhor Browning/"Sem-pele" Frank
- William Hope...Kyle MacRae
- Deborah Joel..."Sem-pele" Julia/"Sem-pele" Julia no pilar
- Angus McInnes...Detetive de polícia Ronson
- Catherine Chevalier...mãe de Tiffany
- Kevin Cole...homem cenobita

## Enredo
A trama começa logo após o desfecho do primeiro filme, mostrado em cenas de flashback. Em outra cena retrospectiva, passada entre a década de 1920 e 1930, o oficial inglês Elliot Spencer sozinho em seu Barracão Nissen, desvenda a caixa de quebra-cabeças conhecida como "Configuração do Lamento" e se transforma no cenobita Pinhead. Voltando ao presente, Kirsty sofre o efeito do massacre da sua família e está internada na seção psiquiátrica de um hospital, dirigido pelo doutor Channard. Mesmo os policiais ouvindo a história do namorado dela (que não aparece) e que é a mesma contada por Kirsty, não acreditam neles e não dão ouvidos quando a moça pede para destruírem o colchão, que seria por onde Júlia (sua madrasta, que supostamente morrera no primeiro filme) poderia retornar do inferno. Channard, pelo contrário, ouve atentamente os delírios de Kirsty, e embora pareça ter interesses meramente clínicos por ela, pede o colchão para os policiais e o leva para sua casa. Nesta mesma noite, Kirsty recebe um visita de uma criatura sem pele, que julga ser seu pai, no quarto do hospital, onde ele escreve com sangue na parede "I am in hell, help me" ("Estou no Inferno, ajude-me"). Aí os pesadelos começam novamente.
Channard é um estudioso da Configuração dos Lamentos há anos e, inclusive, possui uma foto de Spencer e a caixa que ele usou. O doutor possui várias caixas, mas nunca conseguiu resolver seus enigmas. Vendo ali a possibilidade de realizar seu desejo, ele tentará trazer Júlia de volta. No subterrâneo do hospital o doutor Channard mantém isolados diversos pacientes mais graves. Ele retira de uma cela um interno mantido em camisa-de-força por constantemente se cortar, pois imagina ter seu corpo infestado por vermes e que insistentemente grita de forma perturbadora "Get them off me" ("Tire-os de mim"). Channard, coloca-o sobre o colchão e ao sangrar, Júlia é trazida de volta. Ela se encontra num estágio semelhante a Frank Cotton, sem energias e sem pele, e faz do interno sua primeira vítima. Um assistente do doutor chamado Kyle infiltra-se em sua casa e assiste a cena, sabendo agora que Kirsty contara a verdade, e decide ajudá-la.
Uma interna semi-catatônica chamada Tiffany, possui extrema habilidade com quebra-cabeças. O doutor a usa para resolver a configuração. Enquanto isso, ele vai coletando mulheres para alimentar Júlia, da mesma maneira que ela fez com Frank. Com Júlia recuperada, ele traz Tiffany para seu quarto e a menina consegue solucionar a Configuração de Lamentos, trazendo os cenobitas de volta.
Quando Kyle e Kirsty vão até a casa de Channard, já é tarde demais e Kyle acaba assassinado por Júlia, tendo uma morte extremamente violenta.
Channard então é levado ao Inferno, que tem a forma de labirintos, dominados pelo demônio Leviatã. Júlia revela que precisava de almas para levar ao Inferno, e por isso lhe fora permitido voltar. Apesar de Tyffany ter aberto a caixa, os cenobitas percebem que Channard fora o responsável, e agora ele se torna também um cenobita, numa chocante cena de transformação. É suspenso no ar por um tentáculo que perfura sua cabeça e suas mãos possuem vários objetos cortantes: tesouras, bisturis, cilindros infestados de agulhas.
Kirsty continua decidida a ajudar seu pai e entra no labirinto, onde se encontra com Tiffany, mas terá que enfrentar Júlia, seu tio Frank e outros perigos. Kirsty descobre que quem pedira ajuda não fora seu pai mas o psicopata Tio Frank. Kirsty tenta fazer um novo trato com os cenobitas, que não é aceito, mas mostra a Pinhead uma foto do que seria sua anterior forma humana (que tirara dos arquivos de Channard, do mesmo homem que foi transformado no início). E insiste no conceito de que todos eles foram humanos um dia.
Channard caça as duas garotas pelos labirintos, mas o verdadeiro alvo dele é Tiffany. Kirsty e Tiffany conseguem voltar ao hospital mas, ao chegarem lá encontram diversos pacientes trabalhando em várias caixas, e alguns acabam resolvendo o enigma. Ao entrarem numa sala, encontram os cenobitas e Kirsty consegue convencê-los a enfrentar Channard, onde são facilmente derrotados, revelando as respectivas formas humanas.
Mais uma vez, as duas se veem frente a frente com Channard e Kirsty acaba resolvendo a configuração pela última vez, derrotando-o, usando a pele de Júlia.